# معبد وستا
معبد وستا (انگلیسی: Temple of Vesta) یک بنای باستانی در رم، ایتالیا است. این معبد در فروم رم در نزدیکی رجیا و خانه باکره‌های وستال واقع شده‌است.